# ヌードの映画史〜黎明期から現代へ〜
『ヌードの映画史〜黎明期から現代へ〜』（ヌードのえいがし れいめいきからげんだいへ、原題：Skin: A History of Nudity in the Movies）は、2020年のアメリカ合衆国のドキュメンタリー映画。ハリウッドを中心とする世界の映画史を俳優のヌードに注目して振り返ったドキュメンタリー。
日本では2024年のWOWOWでの放送が日本初公開。

## 出演
- ジョー・ダンテ
- リンダ・ブレア
- マルコム・マクダウェル
- パム・グリア
- ピーター・ボグダノヴィッチ
- マーサ・クーリッジ
- ショーン・ヤング

## スタッフ
- 監督：ダニー・ウルフ
- 製作：ポール・フィッシュバイン
- 脚本：ダニー・ウルフ、ポール・フィッシュバイン
- 撮影：ベンジャミン・ホフマン
- 編集：スティーヴン・L・オースティン